# American-Airlines-Flug 514
Der American-Airlines-Flug 514 (Flugnummer: AA514, Funkrufzeichen: AMERICAN 514) war ein Trainingsflug der American Airlines. Auf dem Flug, der auf dem Peconic River Airport beginnen und enden sollte, verunglückte am 15. August 1959 eine Boeing 707-123 bei Calverton, Long Island, New York. Bei dem Unfall kamen alle fünf Menschen an Bord ums Leben. Im Zuge der Flugunfalluntersuchung stellte sich heraus, dass sich der Unfall aufgrund einer nicht korrigierten Gierbewegung ereignet hatte. Es handelte sich um den ersten Flugunfall einer Boeing 707 mit Todesopfern und einem Totalverlust der Maschine.

## Maschine
Bei der verunglückten Maschine handelte es sich um eine Boeing 707-123, die im Jahr 1959 im Werk von Boeing auf dem Boeing Field im US-Bundesstaat Washington als die 36. Boeing 707 aus laufender Produktion mit der Werknummer 17641 endmontiert wurde. Der Erstflug der Maschine erfolgte am 6. Mai 1959, am 5. Juni 1959 wurde sie an die American Airlines ausgeliefert, wo sie mit dem Luftfahrzeugkennzeichen N7514A und dem Taufnamen Flagship Connecticut in Betrieb ging. Das vierstrahlige Langstrecken-Schmalrumpfflugzeug war mit vier Turbojettriebwerken des Typs Pratt & Whitney JT3C-6 ausgestattet. Bis zum Zeitpunkt des Unfalls hatte die Maschine eine Gesamtbetriebsleistung von 736 Betriebsstunden absolviert.

## Insassen

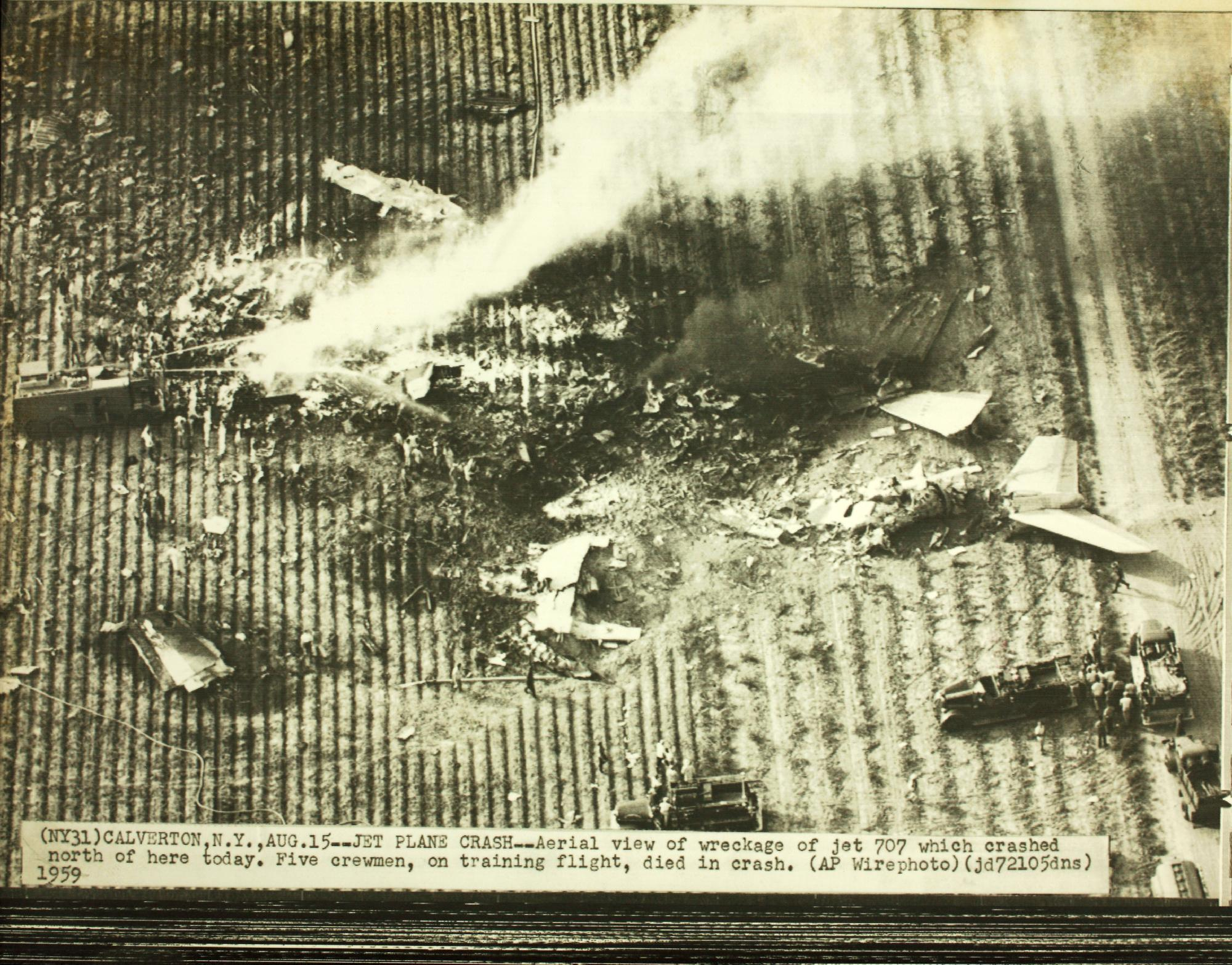
Das rauchende Trümmerfeld der Maschine

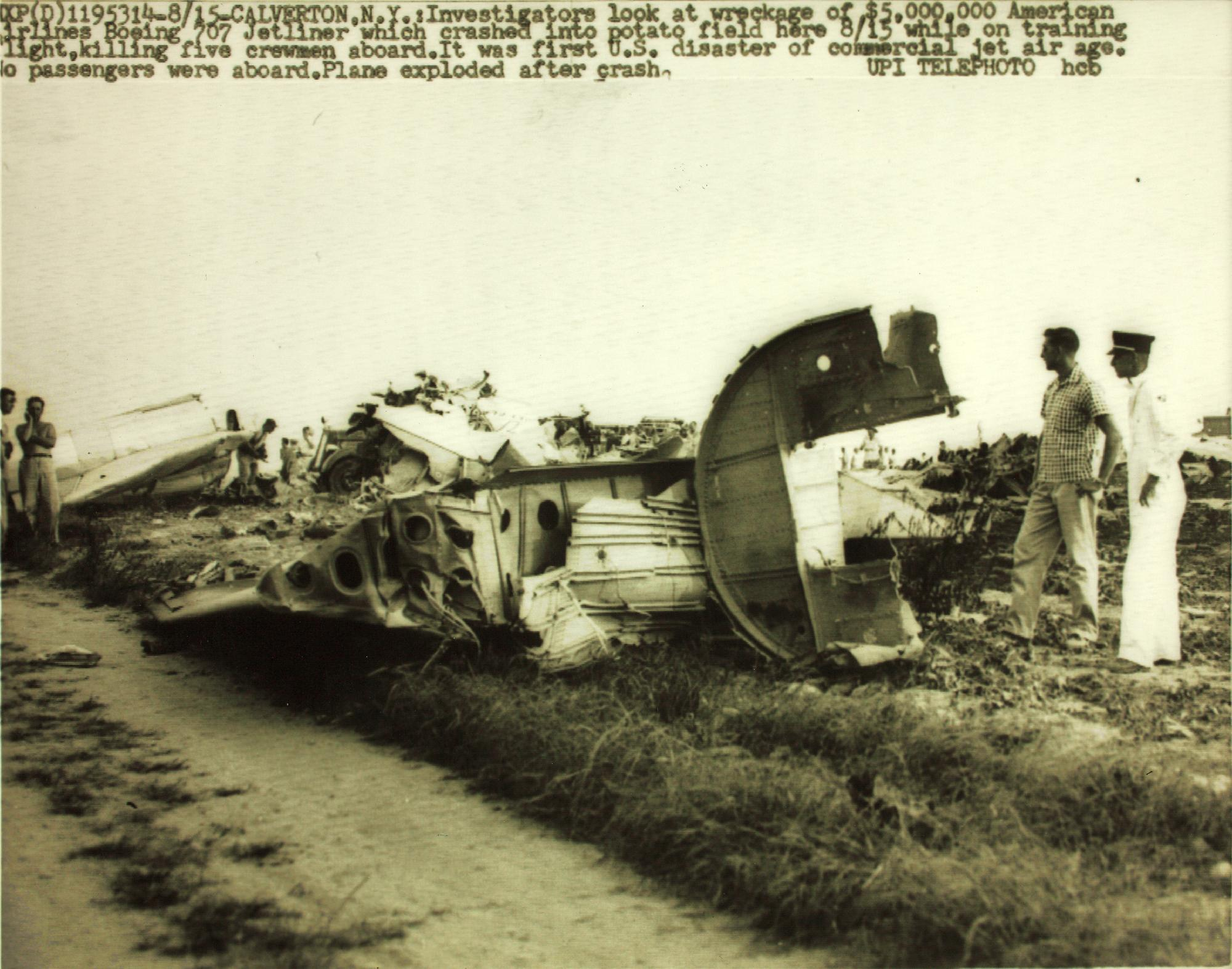
Trümmer der Maschine

Auf dem Testflug befand sich lediglich eine fünfköpfige Flugbesatzung an Bord:
- Der 45-jährige Flug- und Prüfkapitän Harry C. Job war am 15. November 1939 durch die American Airlines eingestellt worden. Er war am 17. Oktober 1945 zum Flugkapitän und am 1. November 1955 zum Prüfkapitän befördert worden. Job war im Besitz von Musterberechtigungen für die Flugzeugtypen Boeing 707, Convair CV-240, Douglas DC-6 und Douglas DC-7. Bis zum 13. Januar 1959 hatte Job eine Gesamtflugerfahrung von 18.000 Flugstunden absolviert, wovon 210 auf die Boeing 707 entfielen. Davon wiederum hatte er 188 Stunden in der Rolle des Prüfkapitäns abgeleistet.
- Der 48-jährige Flugkapitän William T. Swain war am 8. September 1936 durch die American Airlines eingestellt und am 8. Mai 1940 zum Flugkapitän befördert worden. Swain war im Besitz von Musterberechtigungen für die Flugzeugtypen Convair CV-240, Douglas DC-4, Douglas DC-6 und Douglas DC-7. Bis zum 28. Februar 1959 hatte er eine kumulierte Flugerfahrung von 22.498 Flugstunden abgeleistet. Er hatte die Theorieausbildung für die Boeing 707 ebenso absolviert wie 9:55 Stunden Flugtraining mit diesem Baumuster sowie 14:52 Stunden als Beobachter bei Trainingsflügen sowie 23 Stunden als Beobachter im Linienflug.
- Der 50-jährige Flugkapitän Fred W. Jeberjahn hatte sein Arbeitsverhältnis mit der American Airlines am 22. April 1939 begonnen. Am 28. Oktober 1941 wurde er zum Reservekapitän und am 28. März 1946 zum Flugkapitän befördert. Jeberjahn war im Besitz von Musterberechtigungen für die Flugzeugtypen Convair CV-240, Douglas DC-4, Douglas DC-6 und Douglas DC-7. Seine Gesamtflugerfahrung belief sich auf 20.175 Flugstunden. Er hatte die Theorieausbildung für die Boeing 707 ebenso absolviert wie 9:10 Stunden Flugtraining mit diesem Baumuster sowie 29:18 Stunden als Beobachter bei Trainingsflügen sowie 15 Stunden als Beobachter im Linienflug.
- Der 40-jährige Flugingenieurausbilder Arthur Anderson war am 26. Februar 1940 als auszubildender Flugmechaniker von der American Airlines eingestellt worden. Am 13. Februar 1951 wurde er zum Flugingenieur befördert, am 10. März zum Flugingenieurausbilder. Er war als Flugingenieur an Bord der Flugzeugtypen Douglas DC-6, Douglas DC-7 und Boeing 707 lizenziert. Seine kumulierte Flugerfahrung belief sich auf 5.000 Flugstunden, 149:50 Stunden davon hatte er im Cockpit der Boeing 707 abgeleistet. In der Rolle des Flugingenieurausbilders hatte er 164 Flugstunden absolviert. Er hatte eine 152 Stunden Theorieunterricht über die Boeing 707 vorzuweisen.
- Der 36-jährige Flugingenieur Edgar Allan Freeman war am 11. April 1949 durch die American Airlines eingestellt worden. Als Flugingenieur war er für die Flugzeugtypen Douglas DC-6 und Douglas DC-7 lizenziert. Bis zum 29. Mai 1959 konnte er eine Gesamtflugerfahrung von 10.200 Flugstunden vorweisen. Er hatte 7:30 Stunden Flugerfahrung mit der Boeing 707 absolviert, ebenso wie 19:30 Stunden im Flugsimulator.

Auf dem Flug saß Jeberjahn im linken Pilotensitz, Job im Sitz des Ersten Offiziers, Swain im Sitz des Zweiten Offiziers, Freeman im Sitz des Flugingenieurs und Anderson im Jumpseat.

## Unfallhergang
Die Maschine hob um 13:40 Uhr des Unfalltages vom New York-Idlewild Airport zu einem Flug zum Peconic River Airport auf Long Island ab, von wo aus ein Trainingsflug durchgeführt werden sollte. Die Maschine landete dort um 15:11 Uhr, nachdem zuvor einige Manöver geflogen worden waren, um genug Treibstoff für eine sichere Landung auf dem kleinen Flughafen zu verbrennen. Anschließend wurde wieder abgehoben und die Piloten führten eine Reihe von Flugmanövern durch, wie Landungen und Seitenwindstarts und -landungen, simulierte Triebwerksausfälle und Fehlanflüge ohne Aktivierung der Auftriebshilfen. Nach dem letzten Fehlanflug auf Landebahn 23 fuhren die Piloten das Fahrwerk nicht ein, sondern setzten den Flug in einer Höhe von 1.000 bis 1.100 Fuß fort. Die Besatzung meldete sich während des Fliegens eines linkswärtigen Queranfluges auf Landebahn 23 per Funk und erhielt die Landefreigabe. Die Flugsicherung teilte den Piloten mit, dass der Wind aus 230 Grad mit einer Windstärke von 10 bis 15 Knoten wehte. Während sich die Maschine der Anfluggrundlinie näherte, rollte sie nach rechts, wobei sich der Rollwinkel bis auf 45 Grad erhöhte. Anschließend wurde die Fluglage korrigiert, sodass die Tragflächen wieder in die Horizontale gebracht wurden, woraufhin die Boeing jedoch erneut nach rechts rollte. Der Rollwinkel nahm immer weiter zu und die Maschine rollte weiter, bis sie in Rückenlage kam, anschließend senkte sich die Flugzeugnase ab und die Maschine gierte nach links. Die Maschine rollte anschließend mit nach unten ausgerichteter Flugzeugnase nach rechts, woraufhin die Tragflächen wieder in die Horizontale gebracht wurden. Die Maschine hatte nahezu die Strömungsabrissgeschwindigkeit erreicht, als sie schließlich mit horizontal ausgerichteten Tragflächen auf dem Boden aufschlug und ausbrannte. Alle fünf Insassen kamen dabei ums Leben.

## Ursache
Nach dem Unfall übernahm das Civil Aeronautics Board die Ermittlungen zur Unfallursache. Es konnte festgestellt werden, dass die Maschine um 12 Grad nach links gegiert hatte, während sie mit erheblichem und nahezu symmetrischem Schub betrieben wurde. Die Ermittler beanstandeten, dass die Besatzung die exzessive Gierbewegung der Maschine nicht erkannt und korrigiert hatte. Dadurch sei es zu einem unbeabsichtigten Rollmanöver gekommen, das sich in einer zu geringen Höhe ereignete, um die Maschine rechtzeitig abzufangen.